# جوسيب موسنز
جوسيب موسونز إي ماتا (15 يوليو 1925 - 17 أبريل 2021) كان رجل أعمال إسباني ومدير رياضي ونائب رئيس نادي برشلونة بين عامي 1978 و2000 وأحد مؤسسي مدرسة لا ماسيا.

## المسيرة الرياضية
ولد جوسيب في إيغوالادا، إسبانيا. كان موسونز عضوًا في مجلس إدارة نادي برشلونة لكرة القدم من عام 1978 إلى عام 2000، وكان رئيسًا للأقسام الرياضية من عام 1978 إلى عام 1979، كما كان أحد المديرين الرئيسيين في لا ماسيا. تقاعد في عام 1995 وأصبح الرئيس الفخري لنادي برشلونة في عام 2000.

## الوفاة
توفي موسونز في 17 أبريل 2021 عن عمر ناهز 95 عامًا بعد إصابته بكوفيد-19.